# Černomořský region
Černomořský region (turecky Karadeniz Bölgesi) je jeden ze sedmi regionů Turecka. Podle rozlohy se jedná o třetí největší region.

## Geografie
Černomořský region leží na severu Anatolie a zahrnuje převážnou část tureckého černomořského pobřeží. Černomořský region je dále členěn na tři části:
- Batı Karadeniz Bölgesi – Západní Černomořský region
- Orta Karadeniz Bölgesi – Střední Černomořský region
- Doğu Karadeniz Bölgesi – Východní Černomořský region

## Provincie

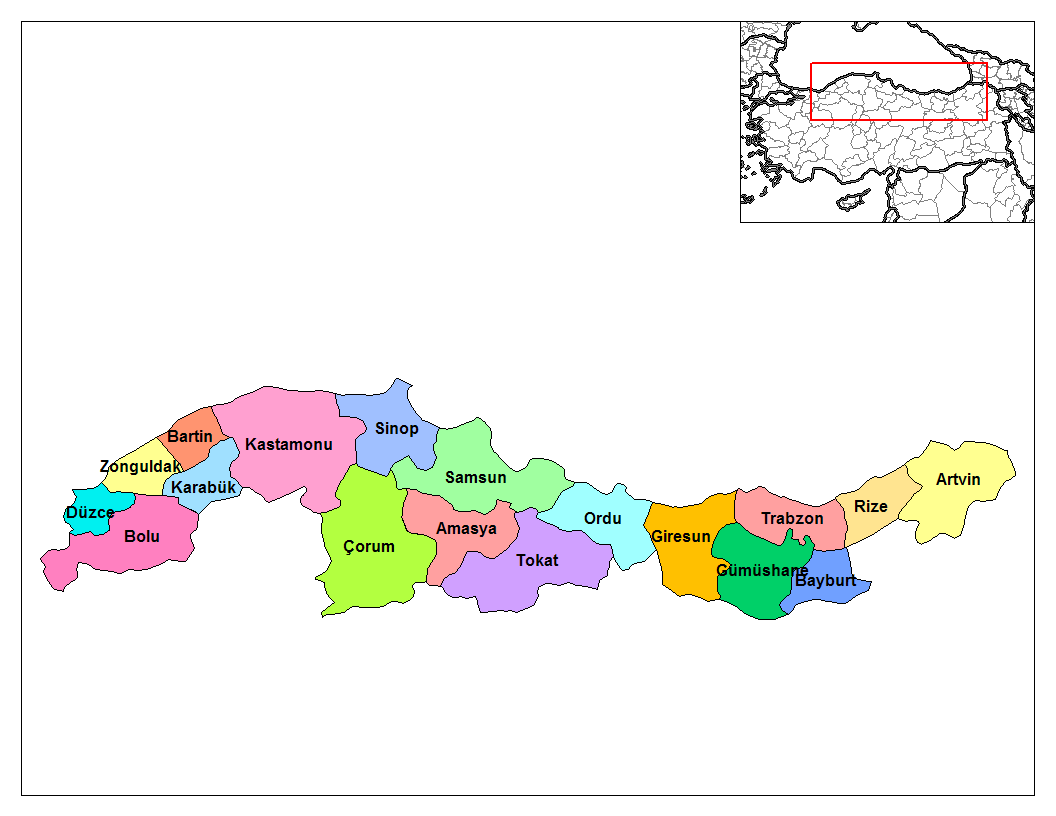
Černomořský region

- Amasya
- Artvin
- Ardahan (částečně)
- Bartın
- Bayburt
- Bolu
- Çorum (částečně)
- Düzce
- Erzurum (částečně)
- Giresun
- Gümüşhane
- Karabük
- Kastamonu
- Ordu
- Rize
- Samsun
- Sinop
- Sivas (částečně)
- Tokat
- Trabzon
- Zonguldak

## Obyvatelstvo
V černomořském regionu žije 8 439 213 (sčítání lidu z roku 2000). Obyvatelstvo je rovnoměrně osídleno ve městech a vesnicích. Je jediným regionem, kde žije více obyvatel ve vesnicích než ve městech.
Většinu obyvatelstva tvoří Turci. Ve východní části sídlí také Lazové hovořící Laštinou, která je příbuzná Gruzínštině.